# تونی بورچردینگ
تونی بورچردینگ (انگلیسی: 2 Tuff Tony؛ زادهٔ ۶ ژوئن ۱۹۷۴) کشتی‌گیر، و کشتی‌گیر کشتی حرفه‌ای اهل ایالات متحده آمریکا است.